# Oscar Araúz
Oscar Mario Araúz Soleto (Santa Cruz de la Sierra, Santa Cruz, 23 de agosto de 1980) es un exfutbolista boliviano. Jugaba como delantero.

## Clubes
| Club              | País    | Año         |
| ----------------- | ------- | ----------- |
| Destroyers        | Bolivia | 2005 - 2006 |
| The Strongest     | Bolivia | 2007        |
| Blooming          | Bolivia | 2008        |
| Real Mamoré       | Bolivia | 2009        |
| The Strongest     | Bolivia | 2010        |
| Guabirá           | Bolivia | 2011 - 2012 |
| Sport Boys Warnes | Bolivia | 2012        |